# Shaun Teale
Shaun Teale (Southport, 10 marzo 1964) è un allenatore di calcio ed ex calciatore inglese, di ruolo difensore.

## Palmarès

### Giocatore

#### Competizioni nazionali
- Coppa di Lega inglese: 1

Aston Villa: 1993-1994